# Solar Impulse
Solar Impulse („Слънчев импулс“) (официалното наименование на прототипа е HB-SIA) е европейски проект по създаването на самолет, използващ изключително енергията на слънцето чрез трансформирането ѝ в електрическа енергия посредством слънчеви батерии – панели, монтирани на плоскостите на крилата. Разработката е по инициатива на швейцарците Бертран Пикар (Bertrand Piccard) и Андре Боршберг (André Borschberg) в сътрудничество с Федералната политехника на Лозана (L'École polytechnique fédérale de Lausanne).
Това е първият в света пилотиран самолет, който е способен да лети благодарение само на слънчева енергия неограничено дълго във времето, т.е. да продължава да лети и през нощта (когато слънчевите панели не произвеждат електричество), като съхранява електрическата енергия в акумулатори и набира височина през деня.
Прототипът на Solar Impulse е предназначен да пропагандира възможностите на алтернативната енергетика, като осъществява продължителен полет. Представен е пред публика на 26 юни 2009 г. от известния швейцарски пилот на въздушни балони Бертран Пикар. Първият полет е проведен на 3 декември 2009 г. и последващите изпитания са проведени в авиобаза Дюбендорф.

## История на проекта
Бертран Пикар инициира проекта Solar Impulse през ноември 2003 г., след като е направено проучване за осъществимост, в партньорство с École Polytechnique Fédérale в Лозана. Към 2009 г. самолетът е сглобен от мултидисциплинарен екип от 50 инженери и технически специалисти от шест страни, подпомаган от около 100 външни консултанти и 80 технологични партньори. Проектът е финансиран от редица частни фирми и физически лица, като е получил и около 6 млн. швейцарски франка от правителството на Швейцария.

## Конструкция
Конструкцията на проекта Solar Impulse е моноплан, горноплощник с четири броя двигатели, задвижвани от електрическа енергия. От данните за диаметъра на въздушните винтове може да се предположи, че оборотите на въртене са сравнително ниски. Самолетът е едноместен с теснофюзелажен корпус и велосипедна схема на колесника. Крилото е с размах 63 m (сравнимо с това на Еърбъс A340). На крилото са монтирани допълнителни опори за защита от допир на крилото със земята при ниски скорости на движение. Предвидено е при излитане самолетът да бъде съпровождан от техници на електрически велосипеди, до достигане на устойчиво хоризонтално състояние от действието на подемната сила при скоростта за излитане. Слънчевите панели зареждат акумулатори, с които се задвижват четирите електродвигатели и зареждат акумулаторните батерии. На практика полетът се осъществява без никакви въглеродни емисии, отделяни при изгарянето на горивата. Масата на летателния апарат е 1600 kg, и крайцерската скорост е 70 km/h при денонощен полет.

## Технически данни на прототипаHB-SIA
| Височина на полета           | Височина на полета            | 8500 m                |
| Максимално полетно тегло     | Максимално полетно тегло      | 2000 kg               |
| Номинално тегло              | Номинално тегло               | 1600 kg               |
| Крайцерска скорост           | Крайцерска скорост            | 70 km/h               |
| Скорост на излитане          | Скорост на излитане           | 35 km/h               |
| Размах на крилата            | Размах на крилата             | 63,40 m               |
| Площ на крилото              | Площ на крилото               | 200 m²                |
| Дължина                      | Дължина                       | 21,85 m               |
| Височина                     | Височина                      | 6,40 m                |
| Двигатели                    | четири електрически двигателя | 7,35 kW/10 hp         |
| Двигатели                    | четири въздушни винта         | диаметър 3,5 m        |
| 4 x 21 kWh Li-Po акумулатори | Тегло                         | 450 kg                |
| 4 x 21 kWh Li-Po акумулатори | съотношение тегло-мощност     | 200 Wh/kg ≙ 720 kJ/kg |
| Слънчеви батареи, кпд        | 11 628 монокристали           | 22,5%                 |

## Пръв продължителен полет
На 7 – 8 юли 2010 г. прототипът HB-SIA извършва първия 26-часов полет. Пилотираният от Андре Боршберг самолет излита в 6:51 h сутринта (UTC +2) от летището в Пайерн (Payerne), Швейцария. След 26 часа полет самолетът се връща на летището на следващата сутрин в 9:00 h местно време. По време на полета е достигната максималната височина на полета 8700 m, с което е установен рекорд за полет на летателен апарат със слънчеви панели. С този полет е установен и световен рекорд за продължителност на полета от 26 часа на подобни апарати. С полета се доказва, че 12 000 слънчеви елементи в батерията зареждат акумулаторите през деня и енергията е достатъчна и за полет през нощта. Практически едноместният самолет с този полет доказа теоретичната възможност самолетът да остане във въздуха толкова дълго, колкото е необходимо. Произведената електрическа енергия през деня позволява да се достигне до височината на практическия таван на самолета, а през нощта да се използва набраната височина за по-нисък разход на енергия чрез планиране.
Първият трансконтинентален полет от 2500 km Solar Impulse извършва през май-юни на 2012 г. Маршрутът на полета е излитане от Пайерн и приземяване на международното летище в Рабат-Сале в Мароко. Самолетът се пилотира от Пикар и Боршберг. Предварително разчетният курс на полета е променен поради неблагоприятни полетни условия. Поради сложността на метеорологичната обстановка, прелитането от Централна Европа до Северна Африка, без да се смята престоят на земята, е осъществено за около 36 часа. 

## HB-SIB (Solar Impulse-2)
HB-SIB е швейцарско регистрационно обозначение на втория самолет Solar Impulse-2. Официалното представяне на самолета е на 9 март 2014 г. на летището в град Пайерн в Швейцария. За трансконтинентални и трансокеански полети е поставено по-съвършено навигационно оборудване и е осигурено поддържане на постоянно налягане в пилотската кабина. Кабината е увеличена съществено по обем в сравнение с тази на първия самолет за осигуряване на комфортен продължителен престой на пилота на борда. Напълно е преработена конструкцията и е създадено ергономично пилотско кресло, облегалката на което може да се привежда в хоризонтално положение и позволява да се спи на борда на самолета.
Размах на крилото на Solar Impulse-2 е 72 m, малко по-голямо от размаха на крилото на най-големия пътнически самолет в света Airbus A380. Оборудването на кабината, в това число и кислородното, осигурява полет на височина 12 000 m. Реално самолетът може да се издигне на 8500 m, а четирите електромотора обезпечават обща мощност от 70 hp. Новото в конструкцията са вградените нов тип акумулатори, по-леки от литиевите, използвани в първия проект. Общото тегло на самолета е 2300 kg.

### Околосветски полет
На 9 март 2015 г. от столицата на Обединените арабски емирства Абу Даби в 07:12 h местно време Solar Impulse-2 започна околосветския си полет . Маршрутът е разделен на 12 участъка с приземяване в Маскат, Ахмадабад, Варанаси, Мандалай, Чунцин, Нанкин, на Хавайските острови, във Финикс и Ню-Йорк. Точните места на кацания след Ню-Йорк още не са определени. За двата най-дълги участъка от прелета (от Китай до Хавай и от Ню-Йорк до Европа или Северна Африка) ще са необходими около 120 часа непрекъснат полет.
През юли 2015 г. става известно, че вследствие на повреда на акумулаторите от прегряване по пътя от Япония до Хаваите самолетът трябва да прекъсне околоземния си полет. Мисията се възобновява през втората половина на април 2016 г. – на 21 април 2016 г. Solar Impulse 2 започва деветия етап от околосветското си пътешествие, като излита от летището Kalaeloa на Хаваите, за да кацне след тридневен полет в Маунтин Вю, Калифорния.
На 26 юли 2016 г. околосветският полет завършва успешно в началната си точка – летището на Абу Даби.